# Wilde + Spieth
Die Wilde+Spieth Designmöbel GmbH & Co. KG ist ein deutscher Hersteller von Sitzmöbeln mit Sitz in Esslingen am Neckar. 
Das Unternehmen wurde 1831 als Schreinerei Spieth gegründet. 1912 erfolgte die Umfirmierung in Wilde+Spieth. Hauptgeschäftsfeld war zunächst der Rollladenbau. 
1948 begann auf Anregung des Architekten und Designers Egon Eiermann die Sitzmöbelfertigung. Mit seinen Formholzstühlen verfolgte Eiermann eine bahnbrechende Innovation: die Entwicklung von Serienmöbeln für den sozialen Wohnungsbau. In enger Zusammenarbeit mit Eiermann wurden bis 1970 über 30 Modelle für Serienmöbel aus Holz und Stahlrohr entwickelt, die heute zu den Klassikern des Design zählen. Am bekanntesten ist der stapelbare Stuhl SE 68, der seit 1950 produziert wird. In den 1950er Jahren nahm Wilde + Spieth außerdem die Entwürfe von weiteren modernen Architekten ins Programm, u. a. von Paul Schneider-Esleben, Herta-Maria Witzemann und Herbert Hirche.
Das Programm der Gegenwart (2009) umfasst neben den Stuhl-Klassikern von Eiermann u. a. Entwürfe von Daniel Libeskind und Thore Garbers. Außerdem werden Orchesterstühle, Notenpulte und Zubehör für Musiker gefertigt.